# معسكر اعتقال مورينجين

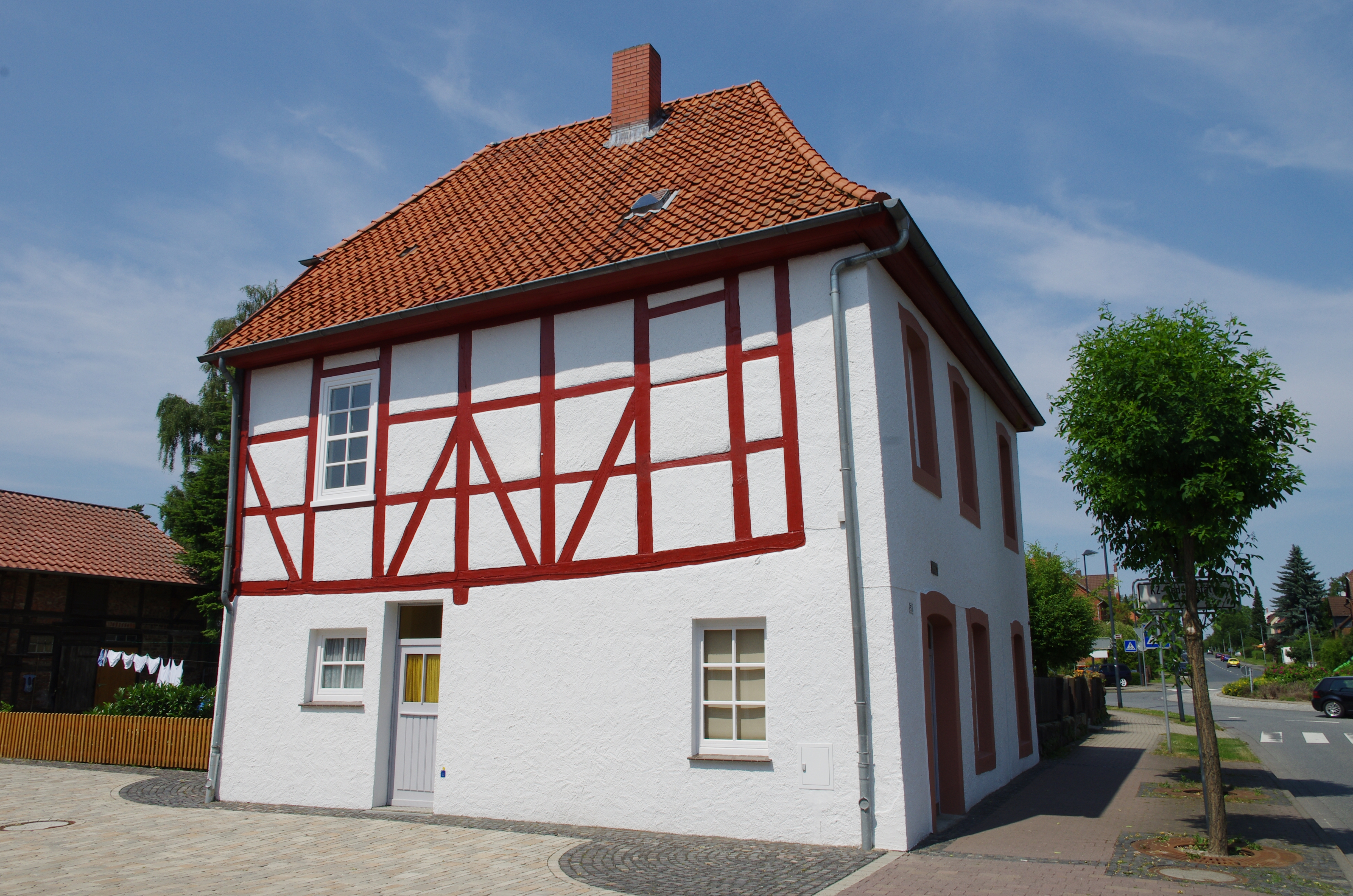

معسكر اعتقال مورينجين (بالإنجليزية: Moringen concentration camp)‏ هو ثلاثة معسكرات اعتقال أنشئت في مورينغن بساكسونيا السفلى على التوالي في الفترة من أبريل 1933 إلى أبريل 1945. تأسست هذه المعسكرات في وسط المدينة في موقع منازل العمل السابقة بالقرن التاسع عشر، والتي كانت في الأصل تضم نزلاء سياسيين من الذكور. إلا أنه في الفترة من نوفمبر 1933 وحتى مارس 1938، أصبحت مورينجين تضم معسكر اعتقال للنساء؛ وفي يونيو 1940 وحتى أبريل 1945، ضم سجنًا للأحداث. وكان عدد سجناء مورينجين ما مجموعه 4300 شخص، وقدرت نسبة 10٪ منهم نالوا حتفهم في المعسكر.